# Krava i pile
Krava i Pile američka je crtana serija.

## Opis
Serijal je nastao po uzoru na pričice koje je idejni začetnik David Feiss pričao svojoj kćerkici.
Feiss 1995. godine radi na serijalu What a cartoon, a činio je kompilaciju od nekoliko kratkih crtića, među kojima je bila i priča o kravi i piletu. Nakon pozitivnih reakcija oduševljene publike koja je redakciju američke produkcijske kuće “Hanna Barbera” zatrpala pismima, odlučeno je da “Krava i pile” postane samostalan projekt.
Premijera je bila u ljeto 1997. godine, a od 2000. godine, serijal je proširen s pričom o babunu i lasici.
“Krava i Pile” s vremenom postaje kultna crtana serija, a valja istaknuti da Kravi, Babunu, Piletu i Vragolinu, u originalnoj verziji glas daje isti glumac, Charlie Adler...  

## Uloge
- Krava - Sandra Hrenar
- Pile - Ronald Žlabur
- Vragolino, Babun - Luka Peroš
- Profesorica - Ivana Hajder
- Grga, Lasica - Sven Šestak
- Žac - Hrvoje Klobučar
- Mama - Vanja Ćirić
- Tata - Siniša Ružić

## Vanjske poveznice
- Krava i pile u internetskoj bazi filmova IMDb-u (engl.)